# Iglesia del Sagrado Corazón de Jesús (Uriangato)
La Iglesia del Sagrado Corazón de Jesús es el templo católico y casa parroquial del norte y poniente del municipio de Uriangato, en la zona sur del estado de Guanajuato, en México. También es conocida como "Parroquia del Sagrado Corazón de Jesús".

## Festividad
La festividad al Sagrado Corazón de Jesús se realiza en fecha variable pues se lleva a cabo un viernes entre la última semana de mayo y la primera de julio, generalmente a mediados de junio de acuerdo a las fechas de la Cuaresma, exactamente una semana después del Jueves de Corpus.
En la década de 1980 y principios de 1990 el padre Fr. Felipe Chávez organizaba una gran fiesta y un baile popular en la calle Colón, para esto las calles Colón, Pípila y 2 de abril se vestían con adornos de papel y plástico color blanco y rojo; los vecinos organizaban kermesses para ayudar económicamente a la iglesia y la fiesta cerraba con un castillo de fuegos artificiales, el torito y fuegos pirotécnicos, sin embargo y tras la muerte del padre en 1992 esta tradición sólo duro algunos años más, actualmente sólo se organiza una verbena ya que se ha perdido el contacto, la cercanía y la fe ente los sacerdotes y los vecinos e la Iglesia, esta relación de fe con los vecinos fue ampliamente cultivada por Fr. Felipe Chávez desde su llegada a Uriangato.

## Ubicación
La Iglesia se ubica en la calle Cristóbal Colón n.º 41 de Uriangato en la zona centro de la ciudad.

## Historia
La construcción de esta iglesia se inició el 16 de agosto de 1967, colocando la primera piedra Pedro Van Lierde, vicario general enviado de su Santidad el Papa Paulo VI.
Fray Felipe Chávez Ayala (originario del Estado de Nayarit) fue el encargado de retomar, darle continuidad y terminar esta obra, así como la cripta, la casa parroquial y el Templo del Plan de Ayala, estas obras se lograron gracias a la colaboración de los vecinos del barrio, quienes realizaron kermesses y bailes en las calles Colón, Pípila y 2 de abril para recaudar fondos para estas obras durante las décadas de 1960 y 1970, posteriormente las obras se continuaron con las limosnas otorgadas en misa.
Aunque no estaba aún concluido el Templo, la primera misa se efectuó el primer domingo de diciembre de 1973 y la primera boda se celebró el 15 de abril de 1974. En el sótano de esta iglesia se encuentra una cripta en dónde reposan entre otros los restos de su fundador Fr. Felipe Chávez Ayala O.S.A., esta cripta funciona como centro de adoración y templo alterno. Al lado de la Iglesia se encuentra el edificio Parroquial construido también en vida por el Padre Felipe Chávez.
El día 27 de enero de 2005, por conducto del Arzobispo Don Alberto Suárez Inda, El Templo del Sagrado Corazón de Jesús es erguido a categoría de Parroquia, estando presentes el Párroco Fray Ricardo Maganda, Fray José E. Martínez como Párroco de este Templo y el C. Anastasio Rosiles Pérez, Presidente Municipal.
En honor del Padre Fray Felipe Chávez, es colocada una estatua, con la cooperación económica de vecinos, como homenaje al máximo líder religioso del siglo XX en Uriangato. Esta Iglesia es una de las construcciones más emblemáticas del municipio de Uriangato en el Estado de Guanajuato, México.
Desde el año 2005 es la parroquia de la parte norte y poniente del municipio de Uriangato, ya que la parte sur y oriente está a cargo de la Iglesia de San Miguel Arcángel (Uriangato).

## Arquitectura
La arquitectura de la Iglesia representa un estilo modernista de mediados del siglo XX.